# H crochet gauche
H crochet gauche (, ) est une lettre additionnelle de l’alphabet latin qui a été utilisée dans l’écriture de l’abaza et du kabarde dans les années 1920 et 1930 et a été proposé pour l’écriture du sotho-tswana en 1929.

## Utilisation

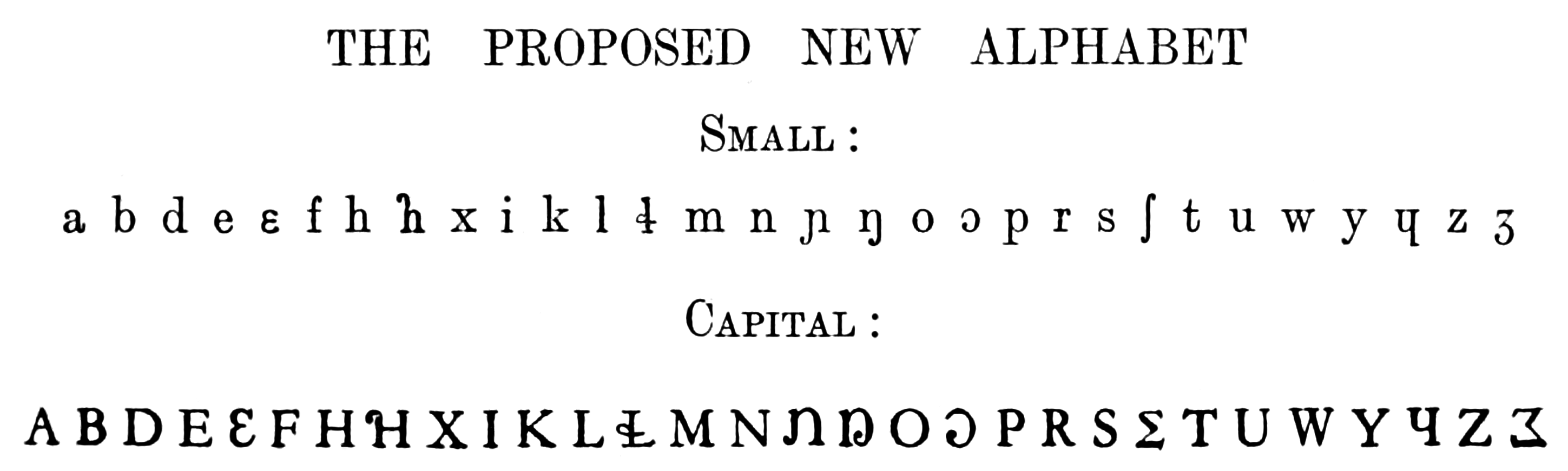
Alphabet sotho-tswana proposé par Tucker en 1929.

A. N. Tucker utilise le h crochet gauche pour une consonne fricative prévélaire utilisée en sepedi dans sa proposition d’alphabet pour le sotho-tswana en 1929, avec une majuscule basée sur la forme du H majuscule.
Clement Martyn Doke utilise le h crochet gauche pour représenter une consonne fricative prévélaire notamment dans la description des dialectes pulana et kutswe du sotho du Transvaal.

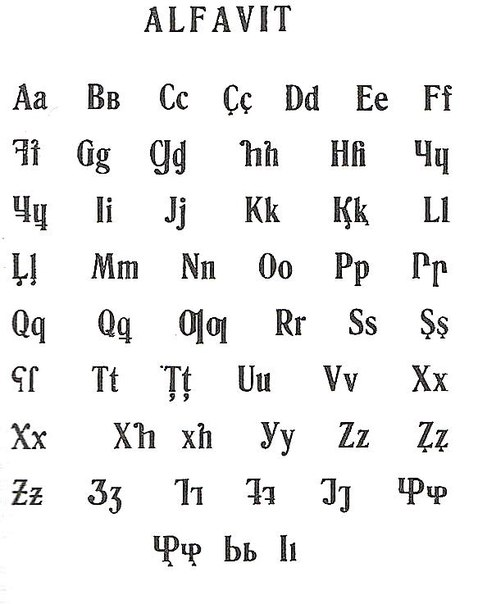
Alphabet abaza dans les années 1930.

Le h crochet gauche a été utilisé dans l’écriture de certaines langues de l’Union soviétique dans les années 1930.

Forme majuscule proposée par A. N. Tucker pour le sotho-tswana en 1929.
Forme majuscule utilisée en abaza et kabarde.

## Représentations informatiques
Le h crochet gauche n’a pas été codé dans une norme informatique.